# Palianytsia (missile)
Palianytsia (ukrainien : Паляниця, [pɐlʲɐˈnɪt͡sʲɐ]) est un système de drone-missile ukrainien développé par l'Ukraine pendant la guerre de la Russie contre l'Ukraine.

## Historique
Le 24 août 2024, à la suite d'une frappe sur un dépôt de munitions dans l'oblast de Voronej, les autorités ukrainiennes annoncent officiellement le lancement du système de missile, bien qu'elles ne confirment pas son utilisation dans cette attaque spécifique,.
Le 4 décembre 2024, l'Ukraine annonce son entrée en production en série.

## Présentation
Le « drone-missile » est décrit par le président ukrainien Zelensky le Jour de l'Indépendance comme « une nouvelle classe d'armes » difficile à contrer,. Il est lancé depuis le sol. Le Ministre de l'industrie Oleksandr Kamychine précise qu'il est doté d'un turboréacteur et a une portée de 600 à 700 kilomètres.

## Appellation
Le nom « Palianytsia » (Паляниця, [pɐlʲɐˈnɪt͡sʲɐ]), (« petit pain » typique ukrainien), est un schibboleth, un mot utilisé pour démasquer les agents étrangers dans les forces armées ukrainiennes, qui sont généralement incapables de prononcer le mot correctement,.

## Description
Le drone-missile est baptisé United24, en forme de fusée doté de deux ailes latérales et ayant sa charge militaire à l'avant.